# Ågerup (plaats, Roskilde)
Ågerup is een plaats in de Deense regio Seeland, gemeente Roskilde, en telt 1370 inwoners (2007).